# Akiko Kijimuta
Ne pas confondre avec Naoko Kijimuta, sa sœur cadette également joueuse de tennis.
Akiko  Kijimuta (雉子牟田 明子, Kijimuta Akiko, née le 1er mai 1968) est une joueuse de tennis japonaise, professionnelle du milieu des années 1980 à 1994.
Jouant à deux mains des deux côtés, elle a réalisé l'une des plus belles performances de sa carrière à Roland Garros en 1992. Alors classée 150e, elle accède au 4e tour, après avoir successivement éliminé Elna Reinach (71e), Cristina Tessi (157e) et Jo Durie (50e). Elle est seulement sortie par Monica Seles (numéro un mondiale), non sans avoir mené 4-1 dans la manche décisive. Il s'agit de sa meilleure prestation en simple dans une épreuve du Grand Chelem.
Sa sœur cadette, Naoko, a aussi évolué sur le circuit professionnel, avec plus de réussite.

## Palmarès

### Titre en simple dames
Aucun

### Finales en simple dames
| No | Date       | Nom et lieu du tournoi | Catégorie | Dotation  | Surface    | Vainqueure       | Score    |          |
| -- | ---------- | ---------------------- | --------- | --------- | ---------- | ---------------- | -------- | -------- |
| 1  | 10-04-1989 | DHL Open, Singapour    | Tier V    | 75 000 $  | Dur (ext.) | Belinda Cordwell | 6-1, 6-0 | Parcours |
| 2  | 31-12-1990 | Danone Open, Brisbane  | Tier IV   | 150 000 $ | Dur (ext.) | Helena Suková    | 6-4, 6-3 | Parcours |

### Titre en double dames
Aucun

### Finale en double dames
| No | Date       | Nom et lieu du tournoi   | Catégorie | Dotation  | Surface    | Vainqueures               | Partenaire | Score    |          |
| -- | ---------- | ------------------------ | --------- | --------- | ---------- | ------------------------- | ---------- | -------- | -------- |
| 1  | 08-04-1991 | Suntory Japan Open Tokyo | Tier IV   | 150 000 $ | Dur (ext.) | Amy Frazier Maya Kidowaki | Yone Kamio | 6-2, 6-4 | Parcours |

## Parcours en Grand Chelem

### En simple dames
| Année | Open d'Australie | Open d'Australie    | Internationaux de France | Internationaux de France | Wimbledon       | Wimbledon        | US Open         | US Open        |
| ----- | ---------------- | ------------------- | ------------------------ | ------------------------ | --------------- | ---------------- | --------------- | -------------- |
| 1986  | n/a              | n/a                 | 1er tour (1/64)          | Masako Yanagi            | -               | -                | -               | -              |
| 1987  | 3e tour (1/16)   | Sylvia Hanika       | 1er tour (1/64)          | Carling Bassett          | 2e tour (1/32)  | Laura Arraya     | 3e tour (1/16)  | Anne Hobbs     |
| 1988  | 3e tour (1/16)   | Martina Navrátilová | 1er tour (1/64)          | Isabelle Demongeot       | 3e tour (1/16)  | Chris Evert      | 1er tour (1/64) | Beverly Bowes  |
| 1989  | -                | -                   | 3e tour (1/16)           | Ann Grossman             | 1er tour (1/64) | Catherine Suire  | 1er tour (1/64) | Beth Herr      |
| 1990  | 1er tour (1/64)  | Zina Garrison       | -                        | -                        | -               | -                | 1er tour (1/64) | Leila Meskhi   |
| 1991  | 1er tour (1/64)  | Veronika Martinek   | 2e tour (1/32)           | Katerina Maleeva         | 2e tour (1/32)  | Nathalie Tauziat | 1er tour (1/64) | Brenda Schultz |
| 1992  | 1er tour (1/64)  | Monica Seles        | 4e tour (1/8)            | Monica Seles             | -               | -                | -               | -              |

À droite du résultat, l’ultime adversaire.

### En double dames
| Année | Open d'Australie              | Open d'Australie          | Internationaux de France     | Internationaux de France | Wimbledon                   | Wimbledon                   | US Open                      | US Open                   |
| ----- | ----------------------------- | ------------------------- | ---------------------------- | ------------------------ | --------------------------- | --------------------------- | ---------------------------- | ------------------------- |
| 1988  | 2e tour (1/16) P. Moreno      | M. Jaggard M. Mesker      | -                            | -                        | -                           | -                           | -                            | -                         |
| 1991  | -                             | -                         | 1er tour (1/32) Ann Grossman | Yayuk Basuki J. Fuchs    | 1er tour (1/32) Nana Miyagi | Lise Gregory Alysia May     | 1er tour (1/32) Kimiko Date  | A. Sánchez Helena Suková  |
| 1992  | 1er tour (1/32) Akemi Nishiya | G. Helgeson T. Whitlinger | -                            | -                        | 2e tour (1/16) N. Sawamatsu | Jo-Anne Faull J. Richardson | 1er tour (1/32) N. Sawamatsu | Silvia Farina L. Ferrando |
| 1994  | 2e tour (1/16) N. Kijimuta    | Patty Fendick M. McGrath  | 1er tour (1/32) N. Kijimuta  | D. Jones Yone Kamio      | 1er tour (1/32) N. Kijimuta | K. Boogert N. Jagerman      | -                            | -                         |

Sous le résultat, la partenaire ; à droite, l’ultime équipe adverse.

## Parcours aux Jeux olympiques

### En simple dames
| # | Date       | Nom de l'olympiade        | Surface    | Résultat        | Ultime adversaire | Score    |          |
| - | ---------- | ------------------------- | ---------- | --------------- | ----------------- | -------- | -------- |
| 1 | 06/08/1984 | Olympic Games Los Angeles | Dur (ext.) | 1er tour (1/16) | Sandra Cecchini   | 6-3, 6-2 | Parcours |

## Parcours en Coupe de la Fédération
| #                                                                      | Date       | Lieu       | Surface                           | Gagnante(s)                 | Perdante(s)        | Score    |          |
|                                                                        |            |            |                                   |                             |                    |          |          |
| 1987 - 1er tour (groupe mondial) - États-Unis - Japon - 3 : 0          |            |            |                                   |                             |                    |          |          |
| 1                                                                      | 28/07/1987 | Vancouver  |                                   | Pam Shriver                 | Akiko Kijimuta     | 7-6, 6-1 | Parcours |
| 1                                                                      | 28/07/1987 | Vancouver  | Chris Evert Zina Garrison         | Etsuko Inoue Akiko Kijimuta | 6-2, 7-5           |          | Parcours |
|                                                                        |            |            |                                   |                             |                    |          |          |
| 1988 - 1er tour (groupe mondial) - Japon - France - 0 : 3              |            |            |                                   |                             |                    |          |          |
| 2                                                                      | 05/12/1988 | Melbourne  |                                   | Karine Quentrec             | Akiko Kijimuta     | 6-4, 6-4 | Parcours |
| 2                                                                      | 05/12/1988 | Melbourne  | Catherine Suire Catherine Tanvier | Etsuko Inoue Akiko Kijimuta | 6-4, 7-64          |          | Parcours |
|                                                                        |            |            |                                   |                             |                    |          |          |
| 1989 - 1er tour (groupe mondial) - Japon - Suède - 3 : 0               |            |            |                                   |                             |                    |          |          |
| 3                                                                      | 03/10/1989 | Tokyo      | Dur (ext.)                        | Akiko Kijimuta              | Catarina Lindqvist | 6-2, 6-2 | Parcours |
|                                                                        |            |            |                                   |                             |                    |          |          |
| 1989 - 2e tour (groupe mondial) - Japon - Allemagne de l'Ouest - 0 : 3 |            |            |                                   |                             |                    |          |          |
| 4                                                                      | 03/10/1989 | Tokyo      | Dur (ext.)                        | Steffi Graf                 | Akiko Kijimuta     | 6-4, 6-1 | Parcours |
|                                                                        |            |            |                                   |                             |                    |          |          |
| 1991 - 1er tour (groupe mondial) - Australie - Japon - 2 : 1           |            |            |                                   |                             |                    |          |          |
| 5                                                                      | 22/07/1991 | Nottingham |                                   | Nicole Provis               | Akiko Kijimuta     | 6-0, 6-1 | Parcours |

## Classements WTA en fin de saison

### En simple
| Année | 1985 | 1986 | 1987 | 1988 | 1989 | 1990 | 1991 | 1992 | 1993 | 1994 |
| Rang  | 172  | 124  | 80   | 112  | 55   | 115  | 65   | 148  | 252  | 489  |

Source : (en) « Classements de Akiko Kijimuta », sur le site officiel du WTA Tour

### En double
| Année | 1987 | 1988 | 1989 | 1990 | 1991 | 1992 | 1993 | 1994 |
| Rang  | 187  | 330  | 582  | -    | 102  | 133  | 126  | 358  |

Source : (en) « Classements de Akiko Kijimuta », sur le site officiel du WTA Tour